# Les Frères Jacques

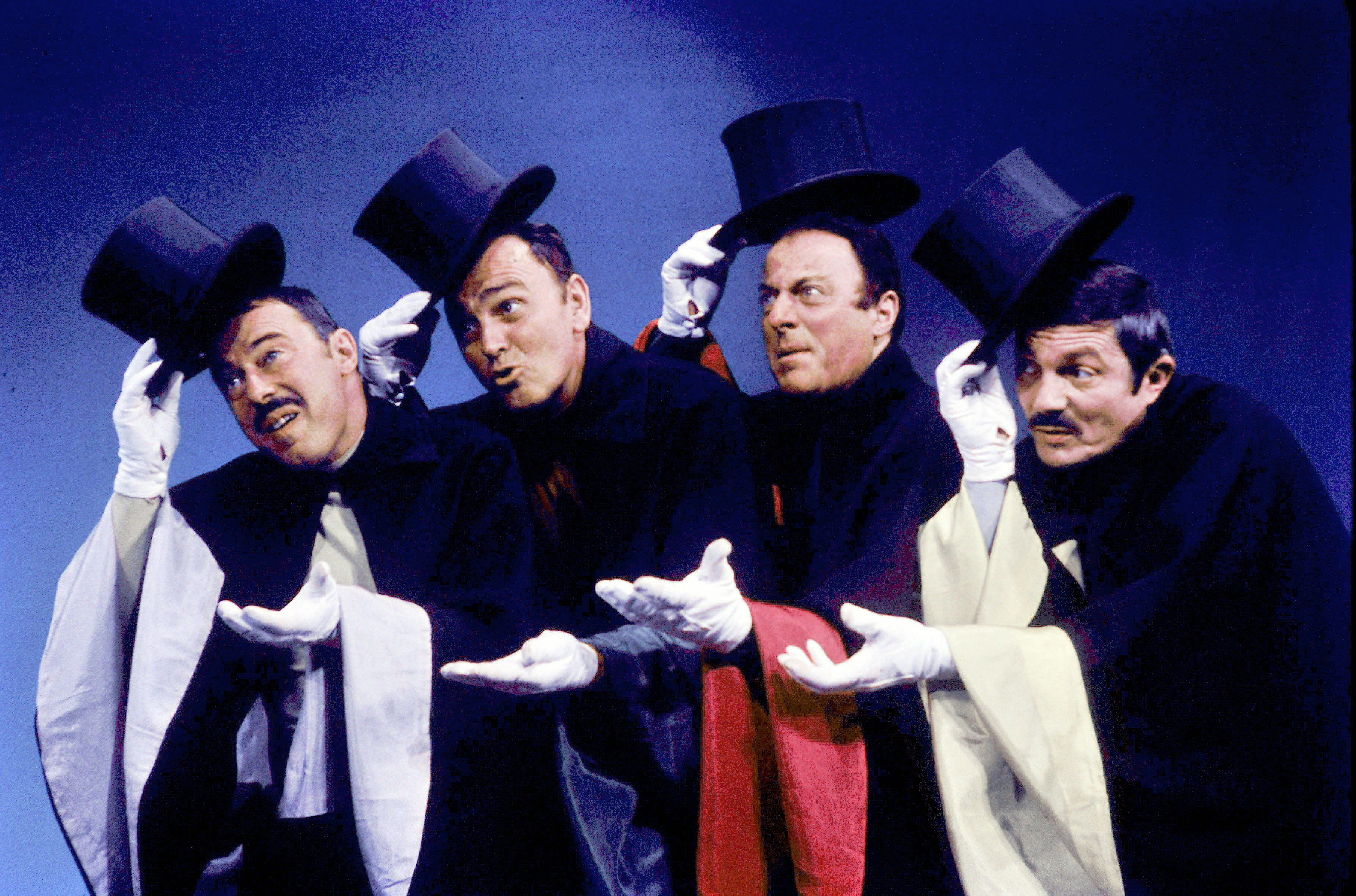
Die Gruppe Frères Jacques bei einem Konzert 1968 (Von links nach rechts: Georges Bellec, François Soubeyran, André Bellec et Paul Tourenne)

Les Frères Jacques war eine französische Vokal- und Kabarettgruppe. Die Gruppe wurde gebildet von dem Juristen und eigentlichen Gründer André Bellec (1914–2008), dem Maler, Komiker und Gruppenkleinsten (in der Taille) Georges Bellec (1918–2012), dem Postbeamten und ersten Tenor  Paul Tourenne (1923–2016) sowie dem Töpfer, Landwirt, Poeten und Gruppengrößten (in der Taille) François Soubeyran (1919–2002). Die Gruppe bot traditionelle oder auch humoristische Chansons, Phantasien auf Stücke der klassischen Musik wie auf Franz Schuberts Forelle mit einem Text von Francis Blanche, reine Poesie (Gedichte von Raymond Queneau, Boris Vian, Bernard Dimey), satirische antibürgerliche Darbietungen oder auch traurige oder straßenphilosophische Lieder.

## Wirken
Die Gruppe begann 1946 gemeinsam mit ihrem Klavierbegleiter Pierre Philippe (1909–1995), in Pariser Nachtclubs Parodien und musikalischen Fassungen auf die Fabeln von La Fontaine vorzutragen. Pierre Philippe begleitete die Gruppe bis Dezember 1965. Die Pianistenrolle übernahm von 1965 bis 1982 Hubert Degex (1929–2021). Jean-Denis Malclès (1912–2002) unterstützte die Gruppe als Theaterdekorateur und Kostümbildner. Die Gruppe untermalte ihre Auftritte dabei durch Schauspiel und Pantomimen in zweifarbigen Trikots, weißen Handschuhen und Schirmen. Später sangen die Frères Jacques in den Pariser Clubs La Rose Rouge und Les Gueux au Paradis Lieder nach Texten von Jaques Prévert und Serge Gainsbourg. 1950 erhielt die Gruppe einen Prix du disque. Die Gruppe war bis ins Jahr 1982 künstlerisch aktiv.